# المصابيح الزرق (رواية)
المصابيح الزرق رواية للكاتب السوري حنا مينه. 

رواية "المصابيح الزرق"، هي إحدى أبرز أعمال الكاتب السوري حنا مينه، وهي تسلط الضوء على المجتمع السوري خلال فترة الحرب العالمية الثانية وتأثير الاحتلال والاستعمار على حياة الناس اليومية. الشخصيات في الرواية تمثل أنماطًا مختلفة من المجتمع السوري، وهي تتنوع بين الطبقات الاجتماعية، مما يعطي الرواية عمقًا إنسانيًا وواقعية واضحة. 

## سيرة الكاتب
حنا مينه (1924-2018) هو كاتب، وروائي، سوري يُعتبر من أبرز الأدباء العرب في القرن العشرين. وُلد في مدينة اللاذقية على الساحل السوري، ونشأ في بيئة متواضعة، مما أثر بشكل كبير على أعماله التي تناولت قضايا الفقر والكفاح والصراع الإنساني. بدأ حنا مينة حياته المهنية كبحار وصحفي، ثم انتقل إلى الكتابة الأدبية، حيث تميزت رواياته بتسليط الضوء على معاناة الطبقات الكادحة، خاصةً في المدن الساحلية السورية. يُعتبر "أدب البحر" أحد أبرز الموضوعات التي تناولها، إذ صوّر البحر كرمز للحياة والصراع والأمل. أصدر حنا مينة أولى رواياته، "المصابيح الزرق"، في عام 1954، التي حققت نجاحًا كبيرًا وكانت نقطة انطلاق لمسيرته الأدبية. كتب أكثر من 40 رواية، من بينها:"الشراع والعاصفة"
"الثلج يأتي من النافذة"، و"الياطر"، و"حكاية بحار"
تميز أسلوب حنا مينة بالواقعية والبساطة، إذ كان يركز على تصوير الواقع الاجتماعي والسياسي بأسلوب مباشر ومؤثر. كما برع في وصف الطبيعة والحياة اليومية، خاصة في البيئة البحرية.
يُعد حنا مينة أحد المؤسسين للرواية العربية الحديثة، وقد ألهمت أعماله أجيالاً من الكتاب العرب. بقيت رواياته حية في الذاكرة الثقافية العربية لما تحمله من مضامين إنسانية وقيم تدعو إلى العدالة والمساواة. توفي حنا مينة في 21 أغسطس 2018، مخلفًا إرثًا أدبيًا غنيًا يعكس تجربة إنسانية عميقة وملامسة حقيقية لواقع الإنسان العربي.

## .الأحداث
المصابيح الزرق (الزرق جمع زرقاء)، رواية تصور حياة جماعة من الناس البسطاء أيام الحرب العالمية الثانية، ومن ورائها المجتمع في مدينة اللاذقية، وسوريا عموما، وكيف أنه في فترة الحرب يتم طلاء المصابيح باللون الازرق لتوحي بمنظر المنائر (جمع منارة) البعيدة المحاطة بالضباب. ونستعرض ذلك من بطل الرواية فارس وتطور شخصيته من طفل إلى رجل بالغ. وقد تجاوز الروائي فكرة "أثر الحرب في الناس"، إلى تصوير حياة كاملة تلعب فيها أزمة الحرب دوراً كبيراُ، ولكن الدور الأكبر هو لمجموعة هؤلاء الناس الذين يضطربون في تثنيات الكتاب، حياتهم اليومية، وكيف يعامل بعضهم بعضا، وكيف يكافحون في سبيل العيش، وكيف ترتبط مصالحهم الخاصة بقضايا أمتهم، وكيف يفهمون النضال. وعلى الرغم من أن الرواية تبدأ وتنتهي بفارس إلا أنه ليس بطلها الوحيد، ففي الدار الكبيرة تعيش مجموعة من العائلات الفقيرة، فهناك أم صقر المرأة العجوز التي تخدم في البيوت وابنها الشاب العاطل عن العمل، ومريم السوداء وزوجها نايف الملقب بالفحل، وهما قصة بمفردهما.

## الشخصيات
شخصية راغب، وهو بطل الرواية، شاب بسيط من الطبقة العاملة. يعكس التحديات التي يواجهها المواطن العادي في ظل الفقر   والحرب. يسعى للحصول على حياة كريمة وسط أوضاع سياسية واجتماعية مضطربة. وشخصية سلمى، وهي فتاة جميلة وشجاعة، تمثل حب راغب. تحمل أحلامًا وطموحات تفوق واقعها.تجسد القوة الأنثوية في مواجهة المصاعب.ثم شخصية  الأم وتمثل الحنان والصبر. وتعبر عن التضحيات التي تقوم بها الأمهات للحفاظ على الأسرة في ظل الظروف القاسية. بالإضافة إلى شخصية أبو راغب وهو والد راغب، يعبر عن الجيل الأكبر الذي يتحمل أعباء الحياة رغم قسوتها. يظهر كشخصية تحمل الحكمة ولكنها تعاني من الإحباط نتيجة الظروف الصعب. وشخصية محمود وهو صديق راغب، وهوشخصية ثانوية، ولكنها تعكس تأثير الحرب على العلاقات الإنسانية. ويمكن القول أنه مصدر دعم لراغب أو رمزًا للصراعات الداخلية التي تواجه الشباب

## المأثور عن حنا مينه
من الأقوال المأثورة عن الكاتب حنا منا، والتي تبين ارتباطه الوثيق بالبحر، يقول: (لحمي سمك ، لحمي دمه المالح،صراعي مع القروش صراع حياة، أما الالعواطف فقد نقشت وشما على جلدي، إذا نادوا يا بحر، أجبت أنا، البحر أنا، فيه ولدت وفيه أرغب أن أموت)

## إصدارات الكاتب
- الياطر
- الأبنوسة البيضاء.
- نهاية رجل شجاع.
- الثلج يأتي من النافذة.
- الشمس في يوم غائم.